# 肅英額
宗室肅英額（穆麟德轉寫：sulingge；1726年8月19日—1795年7月27日，雍正四年七月二十二日亥時-乾隆六十年六月十二日午時），正藍旗滿洲人，左翼近支宗室正藍旗第二族永字輩，弘旺第二子。
閑散。乾隆四十三年（1778年）復入宗室。

## 家庭及關聯
- 曾祖父：清聖祖（1654年—1722年）。
- 曾祖母：良妃（1662年—1711年）。
- 祖父：允禩（1681年—1726年），爵至廉親王，官至理藩院尚書、總理事務大臣，雍正三年（1725年）因罪革爵、黜宗室，乾隆四十三年（1778年）復宗籍。
- 祖母：張氏，張之碧之女，允禩之妾。
- 父：弘旺（1708年—1762年）。
- 母：茂怡氏，馬爾泰之女，弘旺之妾。

### 兄弟
肅英額排行第二，有一兄一弟。
- 永類（1726年—1728年），嫡母舒穆祿氏所生，倫布之女。早卒，年三歲。
- 永明額（1757年—1841年），弘旺三子，官至泰寧鎮總兵、陵寢守護大臣。

### 妻室
- 嫡妻：孫佳氏，佐領孫承恩之女。
- 妾：徐氏，徐德之女。
- 妾：王氏，王德之女。

### 子嗣
有六子。
- 長子：齡賢（1754年—1790年），庶徐氏所生，閑散。娶李佳氏，一等侍衛武靈阿之女；繼娶那拉氏，主事那延之女。
- 次子：瑞臣（1757年—1804年），庶徐氏所生，閑散。娶孫佳氏，總兵孫維一之女；繼娶那拉氏，海福之女。
- 三子：瑞綿（1761年—1827年），嫡孫佳氏所生，閑散。娶博爾濟吉特氏，哈爾薩之女。
- 四子：瑞寶（1765年—1784年），嫡孫佳氏所生，閑散。
- 五子：瑞健（1766年—1786年），庶徐氏所生，閑散。
- 六子：瑞岱（1776年—1776年），庶王氏所生，早卒。